# کرنو
کْرنُو (به چکی: Krnov) شهری در منطقه موراویا-سیلزیا کشور جمهوری چک است که جمعیت آن در سال ۲۰۰۷ میلادی ۲۵٫۱۴۱ نفر بوده‌است.

## نگارخانه

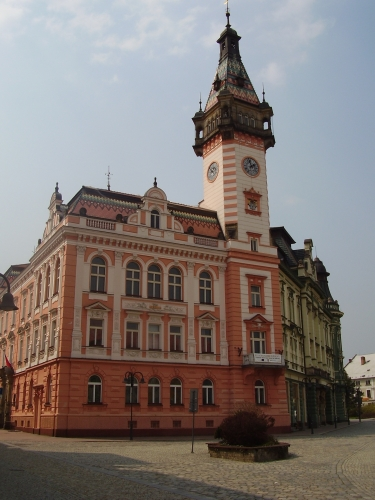
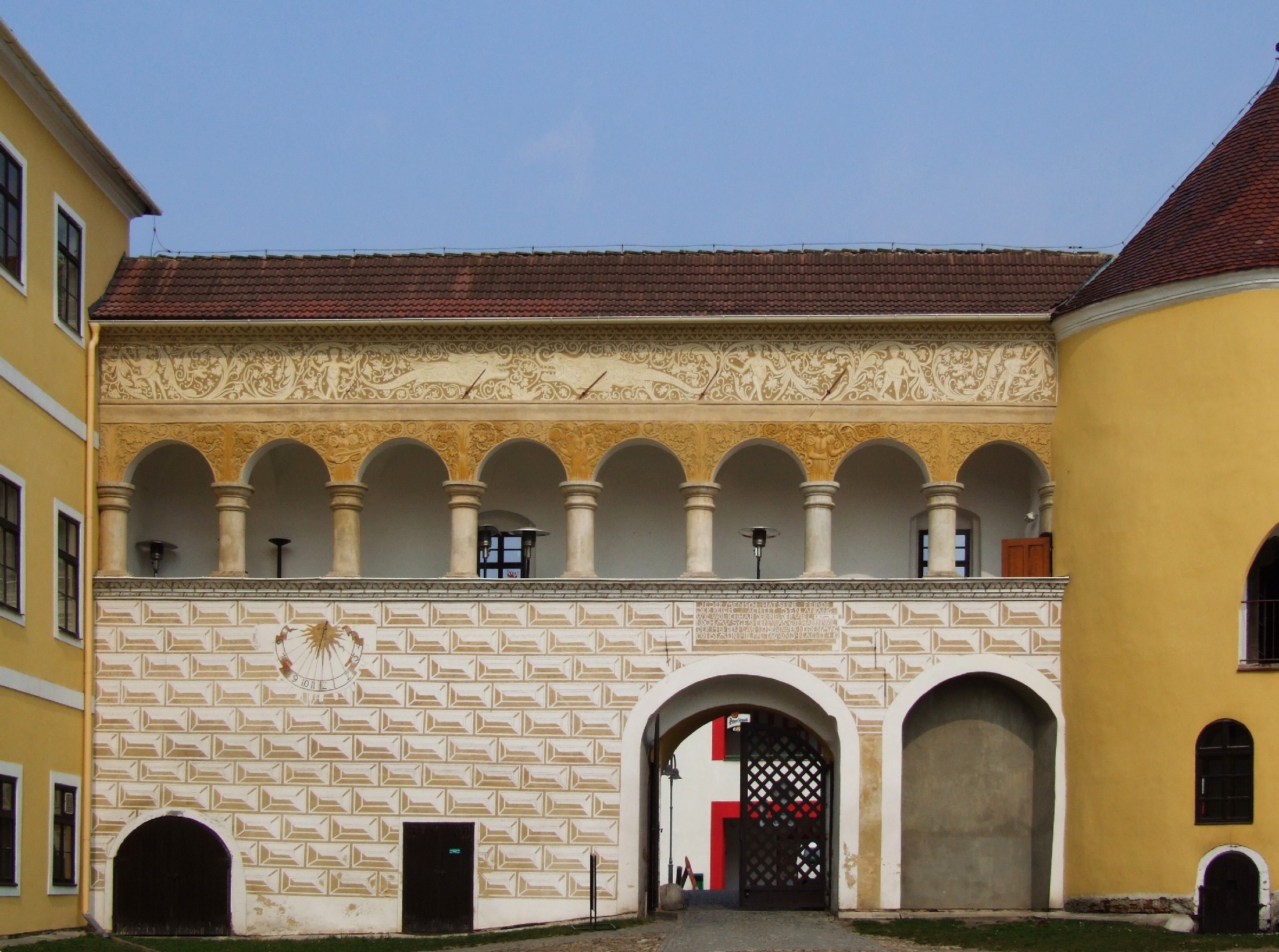
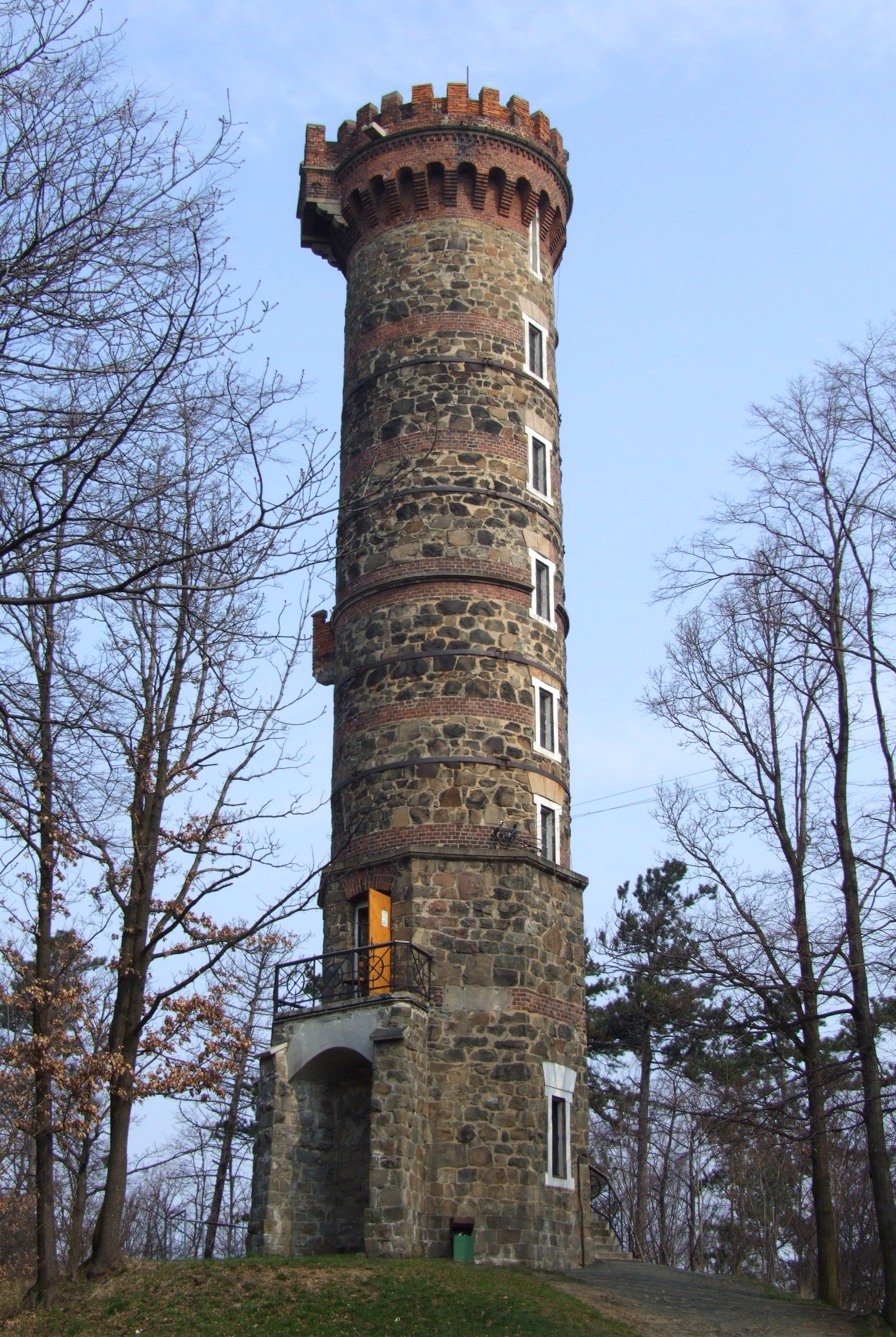
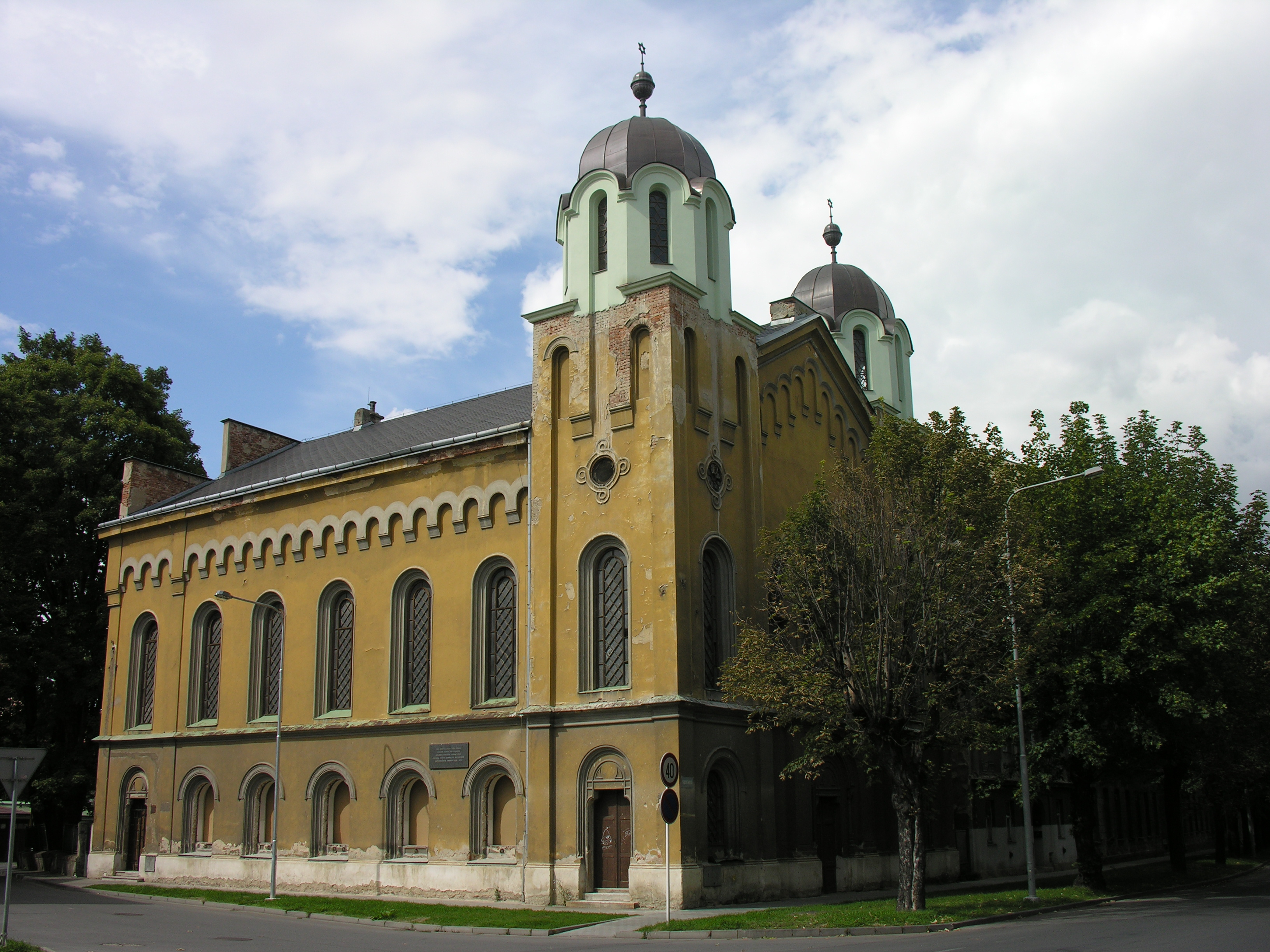
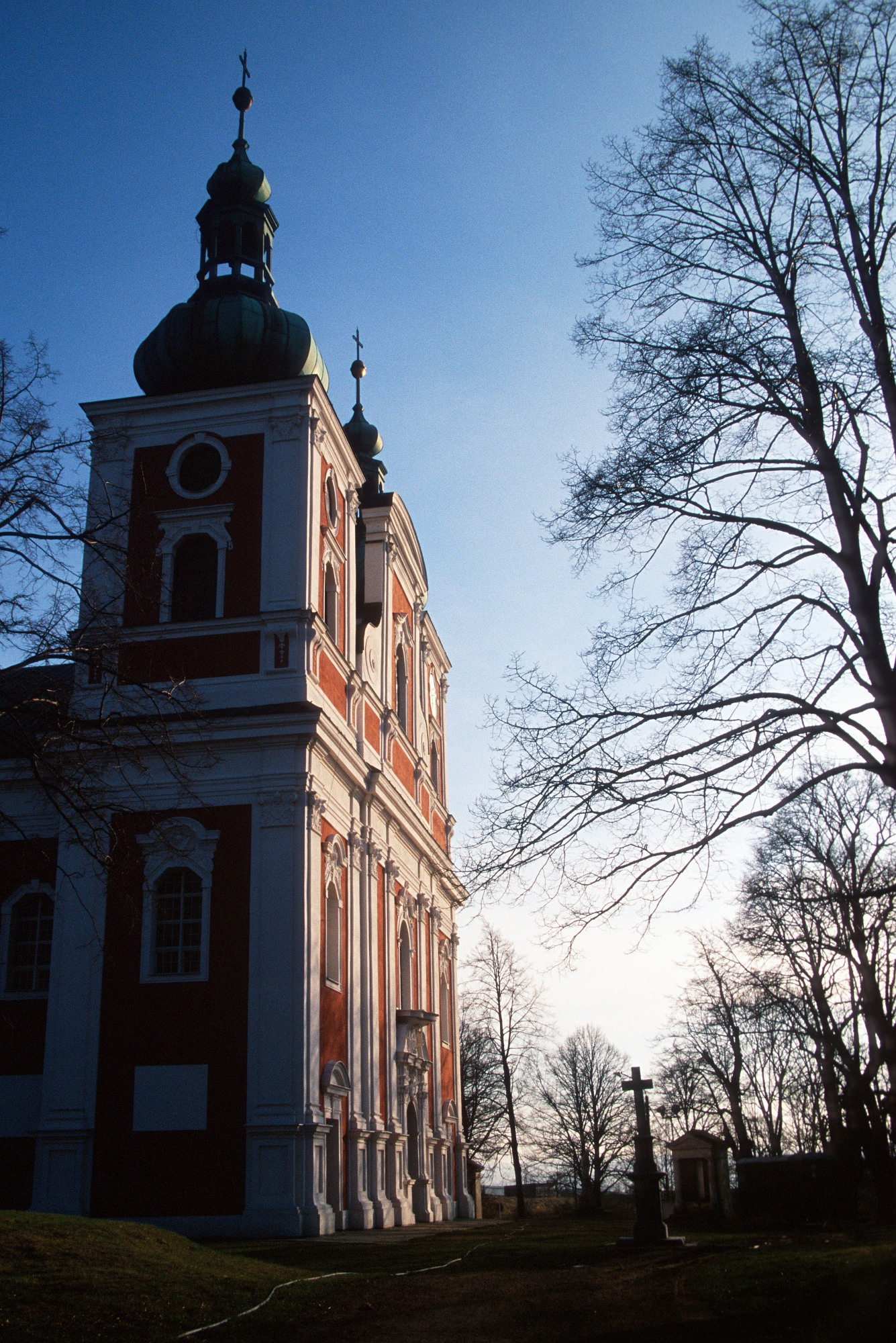